# Gustave Kleyer
Gustave Kleyer né à Habay-la-Vieille le 17 mars 1853 et mort à Liège le 4 avril 1939  est un homme politique belge et militant wallon de tendance libérale.

## Biographie
Docteur en droit, il devint conseiller communal de Liège en 1884, il est nommé échevin l'État civil en 1888 puis est élu bourgmestre de 1900 à 1921. Il protégea ses administrés durant la période l'Occupation allemande (1914-1918). Après celle-ci, il reçut la Légion d'honneur accordée à Liège le 24 juillet 1919 pour sa résistance héroïque à l'armée impériale allemande, des mains du Président de la République française, Raymond Poincaré. En 1912, il fut désigné comme délégué de Liège à l'Assemblée wallonne. Il s'opposa à plusieurs reprises comme bourgmestre aux lois visant à instaurer le bilinguisme en Wallonie. L'Encyclopédie du Mouvement wallon lui consacre une brève notice en son Tome II, p. 895.

## Hommage
Le boulevard Gustave Kleyer lui est dédié dans le quartier de Cointe de la ville de Liège.